# Yefim Yevdokimov
Yefim Georgievich Yevdokimov (en ruso: Ефи́м Гео́ргиевич Евдоки́мов: , 20 de enero [O.S. 8 de enero] de 1891 - 2 de febrero de 1940) era un político soviético y miembro del Checa y OGPU. Fue una figura clave en el Terror Rojo, la Gran Purga y Deskulakización que vio a millones de personas ser ejecutadas y deportadas.
Yevdokimov fue arrestado el 9 de noviembre de 1938, y ejecutado el 2 de febrero de 1940. Fue rehabilitado después de su muerte, en 1956.

## Biografía
Yevdokimov nació en Kopal, Óblast de Semirechye, Imperio ruso (ahora Qapal, Kazajistán). Su padre, Georgy Savvateyevich Yevdokimov, era un campesino de Kursk quién formó a los Cosacos de Semirechye. En Semirechye  se casó con una campesina joven, Anastasia Arkhipovna. Después de que Yefim naciera en 1891, la familia se mudó a Chitá. Según una fuente, Yevdokimov se unió al Partido Socialista Polaco en 1907, pero era un anarco-sindicalista de 1911.
Yevdokimov estuvo en prisión durante la Revolución Rusa de 1917, señalado como criminal más que por razones políticas, pero fue liberado por la revolución, y se unió al Checa. A finales de los años 20,  se convirtió en jefe del OGPU en la región del Cáucaso Norte. Desde esta posición, es considerado como la persona que inició la purga que finalizó en el Escándalo Shajty, en mayo de 1928, el primer juicio espectáculo estalinista, en contra de los deseos de su superior, Vyacheslav Menzhinsky.
Vyacheslav Menzhinsky. Estuvo a cargo de obligar a los 55 acusados a confesar y asegurarse de que no retirarían sus confesiones ante el tribunal. Prohibido un mayor ascenso en la policía secreta, cambió al trabajo del partido como Primer Secretario del Comité Regional del Partido Comunista del Cáucaso Norte en enero de 1934.

A principios de la Gran Purga, en enero de 1937, después de volver a trazar las fronteras regionales, Yevdokimov fue nombrado Primer Secretario del Comité Territorial del Partido Azov-Mar Negro, después de que el titular fuera despedido por permitir que ex opositores ocuparan puestos de trabajo en la región. Al mes siguiente, dijo ante un pleno del Comité Central que "viles traficantes" se habían "abierto paso" en puestos de responsabilidad en la región, con el fin de perseguir "objetivos contrarrevolucionarios". También denuncie la cabeza anterior del NKVD por supuestamente impedirle emprender acciones contra miembros de la oposición dentro del partido comunista, diciendo:"Tú, Yagoda, eras mi jefe: qué ayuda conseguí de ti?" Después del arresto de Yagoda, Stalin propuso que Yevdokimov se hiciera cargo de la tarea de obligar a Yagoda a confesar.

Yevdokimov llevó a cabo una purga radical del aparato del partido y la policía en la región de Azov. Esto incluyó el arresto de amigos del escritor Mijaíl Shólojov. También le pidió dos veces a Stalin permiso para arrestar a Sholokhov, pero se lo negaron. En febrero de 1938, Sholokhov le escribió a Stalin quejándose de que Yevdokimov era un "viejo zorro astuto y cojo" y un enemigo del pueblo o "un viejo lamentable".
El 4 de mayo de 1938, fue trasladado a Moscú como Comisario del Pueblo Adjunto para el Transporte Acuático, bajo N.I.Yezhov, pero fue arrestado el 9 de noviembre de 1938, junto con su esposa, María, y su hijo adolescente, Yuri, después de que Lavrenti Beria hubiera luchado por el control de la policía secreta de Yezhov. Resistió durante cinco meses antes de ser obligado a confesar que conspiró para asesinar a Stalin y otros. El 16 de enero de 1940, Yevdokimov, su esposa y su hijo de 19 años fueron incluidos con Yezhov, el escritor Isaac Babel, en una lista elaborada por Beria de 346 personas que iban a ser ejecutadas. Le dispararon el 2 de febrero de 1940 en el Campo de fusilamiento de Communarka. 
Yevdokimov fue rehabilitado el 17 de marzo de 1956.

## Familia
La esposa de Yevdokimov, Marina, fue arrestada el mismo día que su esposo, acusada de actividad contrarrevolucionaria, juzgada el 26 de enero de 1940 y fusilada al día siguiente. Su hijo, Yuir, que nació en Járkov en 1920, fue arrestado varios meses después que sus padres, el 12 de abril de 1939, y juzgado y ejecutado el mismo día que su madre.

## Honores y premios
- Orden de Lenin
- Orden de la Bandera Roja, cuatro veces (1930,[11] 1928,[12]1923 y 1921)

El 19 de julio de 1935, el pueblo de Medvezhensky (ahora Krasnogvardeyskoye, Stávropol Krai) pasó a llamarse "Yevdokimovsky" en honor a Yevdokimov, el primer secretario del norte del Cáucaso Krai. Después del arresto de Yevdokimov como "enemigo del pueblo" en 1938, la ciudad pasó a llamarse "Molotov" en honor a Viacheslav Mólotov.